# Adartico Vudafieri
Adartico Vudafieri (11 de octubre de 1950) es un piloto de rally italiano que ha sido Campeón de Europa de Rally en 1981 y Campeón de Italia en 1978, 1980 y 1984. También ha competido en pruebas del Campeonato del Mundo. En 1983 finalizó duodécimo en el mundial, gracias al tercer puesto en el Rally de Córcega y al quinto en el Rally de Portugal conduciendo un Lancia Rally 037.